# Comité du patrimoine cultuel
Le Comité du patrimoine cultuel, créé, auprès du ministre chargé de la culture en France, a pour mission de le conseiller dans le domaine de la protection, de la conservation, de l'enrichissement et de la présentation du patrimoine religieux ou d'origine religieuse. Succédant à la Commission pour la sauvegarde et l'enrichissement du patrimoine culturel, il a été supprimé le 13 novembre 2015.

## Rôle
Il est chargé de :
- faire connaître les documentations et travaux relatifs au contenu du patrimoine cultuel ;
- promouvoir toutes les actions en direction des administrations, des usagers et des publics ayant pour objet la protection, la conservation, l'enrichissement et la présentation de ce patrimoine ;
- encourager les échanges et faciliter dans ce domaine le dialogue entre le ministère de la culture et de la communication et les différentes religions[3].

## Composition du Comité du patrimoine cultuel
- Arrêté du 1er juin 2012 portant nomination au comité du patrimoine cultuel au ministère de la culture et de la communication